# Гъвкаво обучение
Гъвкаво обучение (на английски: flexible learning) е термин използван най-често в областта на електронното обучение. Гъвкаво обучение е обучение, което дава на учащите достъп до възможности и средства за учене в удобно за тях време, място и темпо.
Съвременното разбиране за т.нар. гъвкаво обучение приема различни формулировки и определения, но като цяло то акумулира идеята за едно синтезирано понятие, обобщаващо вижданията на развиващото се общество по отношение на една съвременна, адекватна и функционално издържана концепция, посветена изцяло на образованието. Разглежда се като комплекс от образователни философии и системи, които предоставят на обучаемия богат избор според индивидуалните му предпочитания и удобство в процеса на обучение.
Мислейки с обобщени категории, можем да приемем, че при гъвкавото обучение концепцията за един жив, самоопределящ се ролево организъм, обуславящ себе си и социалната среда, в която се развива, е заложена в основата на схващането за образованието като цяло.
В частност, гъвкавото обучение е насочено към отделния индивид – той стои в центъра на учебния процес и му е предоставена възможността сам да избира къде, кога и как да се обучава. Основният акцент е в начина на усвояването на информацията: инициативата е на учащия се, негова привилегия е ориентирането в потока от сведения и данни и извличането на есенцията от тях, обработката и окомплектоването им според конкретните цели и поставените задачи. За разлика от традиционния образователен подход, не винаги адекватен при постоянното развитие на технологиите и нуждата от своевременна и точна информация, тук се залага на тезата: „да се учим как да учим“, сами да намерим пътя и да се калим в лабиринта на информационно-наситения социален климат.
Разбира се, на практика концепцията за гъвкаво обучение не може да съществува в една хаотична, разчитаща единствено на естествена саморегулация образователна схема. Налице е обективна необходимост от организация и поддръжка на функционираща структурна среда. Образователните институции тук обаче играят малко по-различна роля – те по-скоро са своеобразен пътеводител в процеса на усвояването знания, като едновременно с това осигуряват необходимата конюнктурна база.
Много висши учебни заведения възприемат модела на гъвкавото обучение и на практика го прилагат в учебните си планове. Често се използва голям диапазон от теории за преподаване и учене, философии и методи, които позволяват на обучаващите се достъп до голямо количество информация, експертни знания, обмен на идеи и мнения, общуване с колеги и преподаватели. Това може да се осъществи по различни начини:
- Интернет – основен инструмент;
- Виртуални среди за обучение – Virtual Learning Environments (VLEs);
- Система за управление на учебното съдържание – Learning Management Systems (LMSes);
- дискусия на кръгла маса;
- свободен разговор;
- съдържание в достъпен електронен вид от разстояние
- „лице в лице“ – консултации, лекции и др.

Погрешно е да се смята, че гъвкавото обучение е революция в образователната система. То е естествено следствие, етап от нейното еволюционно развитие, социално-обусловено явление и преходен процес. Именно като такъв процес, то изисква някои сериозни изменения в представите както на учащите, така и на техните преподаватели:
- развитието на нова образователна култура, която поддържа постоянен достъп до обучението и квалификацията на всеки желаещ;
- отхвърляне на множеството бариери, свързани с времето и мястото на обучение;
- предоставяне на качествено нови услуги и ресурсно обезпечение на образователния процес, които отговарят на специфичните потребности на всеки конкретен обучаем.